# ماتيوس مارتينيلي
ماتيوس مارتينيلي هو لاعب كرة قدم برازيلي، ولد في 10 مايو 2001.

## وصلات خارجية
- ماتيوس مارتينيلي على موقع قاعدة بيانات كرة القدم.إي يو (الإنجليزية)
- ماتيوس مارتينيلي على موقع Soccerway.com (الإنجليزية)